# Aplidia transversa
Aplidia transversa (auch Haplidia transversa) ist ein Käfer aus der Familie der Blatthornkäfer, der Unterfamilie der Melolonthinae und dem Tribus Rhizotrogini. Die Gattung Aplidia ist in Europa mit sieben Arten vertreten, die Art Aplidia transversa kommt in drei Unterarten vor.

## Bemerkungen zum Namen
Der Käfer wurde 1801 von Fabricius unter dem Namen Melolontha transversa erstmals beschrieben. Die Beschreibung enthält den Satz: clypeo reflexo: linea elevata transversa (lat.: Kopfschild aufgebogen, mit einer erhöhten Querlinie): der Artname bezieht sich auf die Querleiste auf der Stirn, die jedoch bei allen Arten der Gattung zu finden ist.
Um der in der Frühzeit der Koleopterologie drohenden Verwirrung bei den wissenschaftlichen Benennungen entgegenzuwirken, veröffentlichte Hope 1837 ein Handbuch, in dem er die bei Linné und bei Fabricius benutzten Namen von Blatthornkäfern in Form von Listen mit den von jüngeren Koleopterologen verwendeten Namen verglich. In einer dieser Liste ist aufgeführt, dass die Melolontha transversa von Fabricius in einem unveröffentlichten Manuskript von Kirby in die neue Gattung Aplidia gestellt wurde. Der Gattungsname Aplídia ist von altgr. ἁπλóος (haplóos, einfach) und ιδέα (idéa, Gestalt) abgeleitet. Die korrekte Transkription von ἁπλóος  in die lateinische Schrift ist wegen des Spiritus asper „haplóos“, weshalb Kraatz den Namen Aplidia in Haplidia änderte. In neueren Katalogen wird jedoch wieder die Schreibweise von Hope verwendet. Der Name bezieht sich darauf, dass der Käfer keine auffälligen Körpermerkmale aufweist.

## Eigenschaften des Käfers
| |                                                                              |
| Abb. 1: verschiedene Ansichten |                                                                              |
| |                                                                              |
| Abb. 2: Maxillartaster | Abb. 3: Kauplatte                                                            |
| |                                                                              |
| Abb. 4: Kopf von vorn und von unten, rechte Bildhälfte teil- weise koloriert; rot: Stirnleiste, gelb: Aufwerfung des Kopf- schilds, grün: Oberlippe, blau: Oberkiefer, gold: Kiefertas- ter, pink: Lippentaster |                                                                              |
| |                                                                              |
| Abb. 5: Fühler, Fühlerglieder nummeriert |                                                                              |
| |                                                                              |
| Abb. 6: rechter Seitenrand des Halsschilds | Abb. 7: Ausschnitt des Hals- schilds vor dem Schildchen                      |
| |                                                                              |
| Abb. 8: Ausschnitt Hinter- leibssegmente, Nummern der Sternite weiß | Abb. 9: Ausschnitt der Flü- geldecke, Behaarung bei A. transversa transversa |
| |                                                                              |
| Abb. 10: Schiene des Hinterbeins, blaue Pfeile auf Säge- zähne, grüner Pfeil auf Zahn der Außenseite |                                                                              |
| |                                                                              |
| Abb. 11: Querleiste der Hüfte des Vorderbeins (1), 2: Schenkel Vorderbein | Abb. 12: Krallenpaar von der Seite Zahn vor Mitte Unterseite                 |
| |                                                                              |
| Abb. 13: Einlenkung der Tarsen am Hinterbein, links Auf- Sicht auf die Insertionsfläche, rechts grün koloriert Tarsalfurche von der Seite,                                                                      |                                                                              |

Aplidia transversa erreicht gewöhnlich eine Körperlänge von vierzehn bis siebzehn Millimetern, die Weibchen werden bis zu zwanzig Millimeter lang. Der Käfer sieht einem kleinen Maikäfer ähnlich, nach hinten ist der Körper leicht erweitert. Die Käfer sind rotbraun bis schwarzbraun, die Unterseite mehr rötlich (Abb. 1). Die Weibchen sind glänzend und durchschnittlich etwas dunkler als die Männchen, manchmal fast schwarz. Die Männchen sind weniger glänzend. Frisch geschlüpfte Tiere können weißlich bereift sein.
Der Kopfschild ist hoch aufgebogenen und seicht ausgerandet (in Abb. 4 rechts gelb getönt). Über die Stirn verläuft eine glattrandige Querleiste (in Abb. 4 rechts rot nachgezogen). Die rotbraunen Fühler sind zehngliedrig mit einer dreiblättrigen Keule (Abb. 5). Die Blätter der Keule sind relativ kurz, bei den Männchen nur wenig länger als bei den Weibchen. Die Augen sind, wie häufig bei dämmerungsaktiven Tieren, groß. Bis zur Stirnleiste ist der Kopf grob punktiert. Die Oberlippe hat die Form eines Hörnchens (Abb. 4 grün getönt). Sie ist nicht mit dem Kopfschild verwachsen, wird aber vom Kopfschild bei Betrachtung von oben verdeckt. Die Oberkiefer haben eine feilenartig geriefte Mahlfläche (Abb. 3) und eine längs gerichtete, meiselähnliche Schneide. Die Schneiden der Oberkiefer treffen wie bei einer Nagelzange aufeinander. Die Kiefertaster sind viergliedrig mit einem länglich spindelförmigen Endglied, das auf der Oberseite eine Längsfurche aufweist (Pfeilspitze in Abb. 2, auch in Abb. 4 linkes Bild erkennbar). Das letzte Glied der dreigliedrigen Lippentaster ist nach innen gerichtet, schlank, leicht gekrümmt und zugespitzt (in Abb. 4 pink getönt).
Der Halsschild ist viel breiter als lang, und anliegend behaart. Im Unterschied zu den anderen europäischen Arten der Gattung sind die Haare auch vor dem Schildchen nicht aufrecht abstehend (Abb. 7). Der Halsschild ist dicht und fein punktiert, die Seiten fein gekerbt (Abb. 6). Am Vorderrand befinden sich einzelne lange aufgerichtete Haare. Bei Aplidia transversa cretica ist die Punktierung grober und unregelmäßig.
Das Schildchen ist breit dreieckig. Die Punktierung ist spärlicher und gröber als die des Halsschilds.
Die Flügeldecken sind grober punktiert. Das erste, dritte und fünfte Intervall sind nur unauffällig rippenartig erhöht. Bei der Nominatform Aplidia transversa transversa sind die Haare deutlich kürzer als der Abstand der Punkte (Abb. 9), bei Aplidia transversa peloponnesica sind sie so lang wie der Abstand der Punkte zueinander.
Die Tarsen aller Beine sind fünfgliedrig. Die Klauen der Klauenpaare sind gleich lang, nicht die innere länger als die äußere. Jede Klaue trägt vor der Mitte ein kräftiges nach unten zeigendes Zähnchen (Abb. 12). Die Vorderbeine sind als Grabbeine mit drei Außenzähnen ausgebildet. Die Vorderhüften sind vor der Spitze innen mit einem Querkiel ausgestattet (Nr. 1 in Abb. 11). Dieser wird jedoch nur deutlich sichtbar, wenn die Hüfte so gedreht ist, dass die Vorderschenkel nach hinten zeigen. Alle Schienen enden mit zwei Enddornen. Die Hinterschienen sind abgestutzt und bilden dadurch eine Fläche (Insertionsfläche), in der die Tarsen eingelenkt sind. Die Insertionsfläche ist nicht gleichmäßig umrandet, sondern nach vorn in eine kurze Rille ausgekerbt (Tarsalfurche, in Abb. 13 rechts grün getönt), in die die Basis der Hintertarsen eingelegt werden kann. Die beiden beweglichen Enddornen sind eng nebeneinander neben der Einlenkung der Tarsen eingelenkt. Die Außenseite der Hinterschiene ist mit mehreren scharfen Sägezähnchen versehen (blaue Pfeile in Abb. 10), die Innenseite etwa in der Mitte mit einem stärkeren Zähnchen (grüner Pfeil in Abb. 10). Die Hinterhüften sind innen vorn mit einem nach unten abstehenden Zahn versehen.
Die Brust ist wollig, lang und weißlichgrau behaart (Abb. 1). Die Bauchsegmente des Hinterleibs sind miteinander verwachsen. Zwischen dem 5. und 6. Hinterleibssegment ist keine breite Gelenkhaut zu erkennen (Abb. 8).

## Biologie
Die Käfer schwärmen häufig in Massen Ende Juni, Anfang Juli bei einbrechender Dunkelheit an verschiedenen Büschen, Laub- und Nadelbäumen. Dabei kann die Zeit des Schwärmens auf nur etwa eine halbe Stunde beschränkt sein, davor und danach sind keine Käfer mehr auffindbar. Beide Geschlechter werden von Lichtquellen angezogen. Tagsüber kann man die Käfer unter Steinen versteckt finden.

## Verbreitung
Das Vorkommen der Unterart Aplidia transversa cretica ist auf Kreta beschränkt, das von Aplidia transversa peloponnesica auf den Peloponnes. Das Verbreitungsgebiet der Nominatform Aplidia transversa transversa hat sein Zentrum im östlichen Südeuropa. Die nördliche Grenze des Verbreitungsgebietes verläuft durch Frankreich (erstmals erst 2014 gemeldet), Italien, Schweiz, Österreich, Tschechien, Ungarn, Rumänien, Bulgarien, sowie die europäische Türkei. Nach Süden erreicht der Käfer das Mittelmeer, nach Osten die asiatische Türkei. Der Käfer wurde 1967 nach zwei Sammlungsstücken als neu für die Fauna Spaniens gemeldet, im Löbl-Katalog wird jedoch Spanien nicht zum Verbreitungsgebiet gerechnet.